# Archie Griffin
Pour les articles homonymes, voir Archie Griffin (rugby à XV) et Griffin.
College Football Hall of Fame 1986
(en) Statistiques sur pro-football-reference
Archie Mason Griffin, né le 21 août 1954, est un sportif professionnel américain de football américain ayant joué au poste de running back. 
Il est connu pour être encore aujourd'hui le seul joueur universitaire à avoir remporté deux fois le prestigieux trophée Heisman. Griffin a également remporté quatre titres de la Big Ten Conference avec son équipe des Buckeyes de l'université d'État de l'Ohio et a été le premier joueur de l'histoire à être titulaire lors de quatre « Rose Bowl ».
Sélectionné lors du premier tour de la draft 1976 de la NFL par les Bengals de Cincinnati, il joue pour cette franchise pendant sept saisons (1976-1982) et participe au Super Bowl XVI en 1982 (défaite 26-21 contre les 49ers de San Francisco.
Après son arrêt dans la NFL, il dispute un match dans l'United States Football League pour les Bulls de Jacksonville (en) en 1985.

## Carrière

### Carrière lycéenne
Occupant le poste de running back pour l'équipe de football américain du lycée Eastmor (en) de Columbus (Ohio) , Griffin y gagne 1 787 yards et inscrit 29 touchdowns à la course. Cette année-là, il permet à Eastmoor d'accéder à la finale de la « Colombus City League » au cours de laquelle il gagne 267 yards en 31 courses contre l'équipe du lycée Linden-McKinley (en). Au terme de sa première année au lycée, Griffin avait gagné plus de 1 000 yards.

### Carrière universitaire
Griffin joue au football américain universitaire de 1972 à 1975 pour les Buckeyes de université d'État de l'Ohio. L'entraîneur principal, Woody Hayes, dit de Griffin : « Il est meilleur homme qu'il n'est footballeur, et c'est le meilleur footballeur que je n'ai jamais vu ». Lors de sa première saison en 1972, Griffin gagne un total de 867 yards en 159 courses. Ses statistiques explosent dès la saison suivante à la suite de l'application d'un nouveau schéma de jeu par son équipe, la formation en I. Il gagne ainsi un total de 1 577 yards à la course en 1973 puis respectivement 1 695 et 1 450 yards en 1973 et 1974. Griffin est ainsi le seul joueur à avoir été trois années de suite le meilleur joueur en nombre de yards gagnés à la course de la Big Ten Conference. Sur ses quatre saisons, Griffin gagne 5 177 yards et inscrit 25 touchdowns à la course ainsi que 286 yards et 1 touchdown en réceptions, ce qui constitue à l'époque le nouveau record de la NCAA.
Avec Griffin dans leurs rangs, les « Buckeyes » gagnent 40 matchs et n'en perdent que cinq en quatre saisons . Griffin est aussi l'un des deux seuls joueurs à avoir participé à quatre Rose Bowls, l'autre étant Brian Cushing.
Griffin est entré dans le cœur des supporteurs lors de son deuxième match pour les Buckeyes (joué contre les Tar Heels de la Caroline du Nord) au cours duquel il bat le record de l'université du plus grand nombre de yards gagnés à la course en un match (239 yards). Ce record tenait depuis 27 saisons. Il bat son propre record l'année suivante an gagnant 246 yards contre les Hawkeyes de l'Iowa. Au cours de ses 4 saisons universitaires, Archie Griffin a gagné plus de 100 yards à la course lors de 34 matchs, établissant le record de la NCAA de 31 matchs consécutifs à plus de 100 yards.

### Carrière professionnelle
Archie Griffin est sélectionné en 24e choix global lors du premier tour de la draft 1976 de la NFL par la franchise des Bengals de Cincinnati. Il y reste toute sa carrière NFL (1976-1982) où il est rejoint en 1977, par le fullback coéquipier chez les Buckeyes Pete Johnson (en) et en 1978, par son frère, defensive back des Buckeyes Ray Griffin (en).
Avec les Bengals, Griffin gagne 2 808 yards et inscrit sept touchdowns. Il réussit également 192 réceptions pour 1 607 yards et six touchdowns supplémentaires. Griffin participe au Super Bowl XVI que les Bengals perdent 26-21 contre les 49ers de San Francisco en fin saison 1981. Il y gagne quatre yards en une course et bloque un retour de kickoff.
Sa carrière NFL terminée, il dispute un match dans l'United States Football League pour les Bulls de Jacksonville (en) en 1985.

### Après carrière

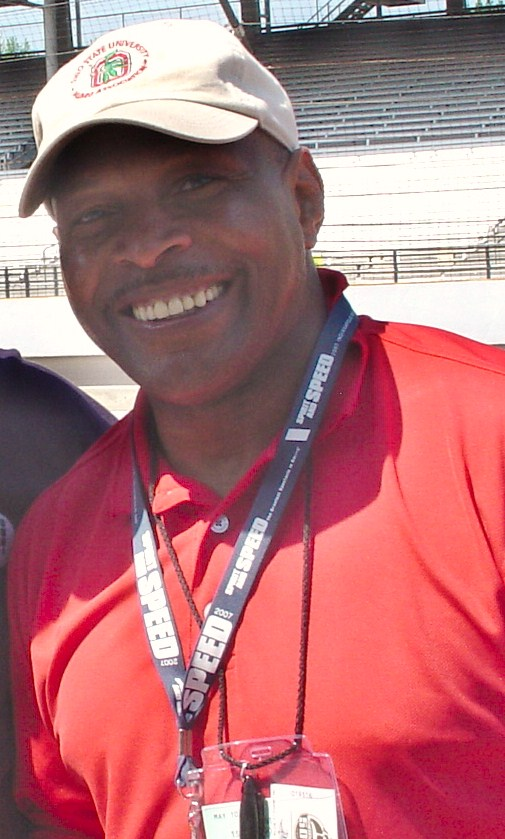
Archie Griffin en 2007.

Griffin retourne à l'université d'État de l'Ohio où il devient président et directeur général de l'Association des anciens élèves de l'Université d'État de l'Ohio. Il est également l'actuel porte parole du trophée Wendy's High School Heisman (en), qui récompense chaque année le meilleur lycée sur le plan sportif. Auparavant, il a été l'assistant du directeur des sports d'Ohio State et parle toujours aujourd'hui à l'équipe de football américain avant chacun de ses matchs.
Griffin a longtemps été le chouchou des médias grâce à sa générosité, son comportement humble et amical.

## Hommages et distinctions
- Griffin a remporté le trophée Heisman en 1974 et 1975, devenant ainsi le seul joueur de l'histoire à remporter deux fois la plus haute récompense du football universitaire américain ;
- Vainqueur du Maxwell Award en 1975 ;
- Vainqueur du Walter Camp Award en 1974 et 1975 ;
- Vainqueur du Chic Harley Award (en) en 1974 et 1975 ;
- Désigné meilleur joueur de la saison par l'United Press International en 1974 et 1975 ;
- Désigné meilleur joueur de la saison par le Sporting News en 1974 et 1975 ;
- Désigné joueur All-America à l'unanimité en 1974 et 1975 ;
- Sélectionné dans la première équipe All-America en 1973 :
- Désigne MVP de la Conférence Big Ten en 1973 et 1974 ;
- Sélectionné dans la première équipe Big Ten en 1973, 1974 et 1975 ;
- Le numéro 45 qu'il portait a été retiré par les Buckeyes d'Ohio State.
- Il est intronisé au College Football Hall of Fame en 1986[9] ;
- Il est intronisé au « High School Hall of Fame » en 1997 ;
- Le lycée Eastmoor a renommé son terrain de football américain l' « Archie Griffin Field » en son honneur.